# 曼普普納岩石群
曼普普納岩石群（俄语：Мань-Пупу-нёр），又名「俄羅斯七巨人」或「科米共和國巨柱」，是七條巨型的天然形成的石柱，位處於俄羅斯聯邦科米共和國特羅伊茨科-伯朝拉斯克區的烏拉爾山脈北部，約30到42公尺高，在一個多山的高原上被風雪風化而成。
曼普普納岩石群曾於2008年入選俄羅斯七大奇蹟。

## 參看
- 比尤特 (美國蒙大拿西南城市)（英语：Butte）

## 外部連結
- Official images of the Manpupuner rocks （页面存档备份，存于）

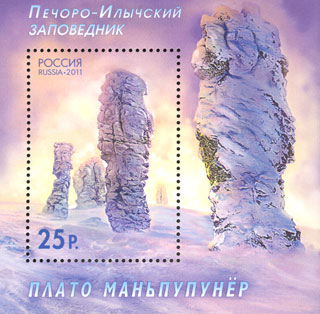
印有该岩石群的俄罗斯邮票

- Столбы выветривания на плато Мань-Пупу-нёр （页面存档备份，存于） (7 чудес России)
- Manpupuner. Seven Wonders of Russia. Seven Wonders of Komi. （页面存档备份，存于）

62°15′13″N 59°17′43″E / 62.2535407°N 59.2952728°E